# Erythrocalla patrizii
Erythrocalla patrizii är en skalbaggsart som beskrevs av Aurivillius 1928. Erythrocalla patrizii ingår i släktet Erythrocalla och familjen långhorningar. Inga underarter finns listade i Catalogue of Life.